# Phoebe Fox
Phoebe Fox é uma atriz britânica. Atualmente ela está vivendo em Londres após seu treinamento na Royal Academy of Dramatic Art. Em 2015, estrelou o papel principal no filme The Woman in Black: Angel of Death.

## Vida pessoal
Fox é a filha dos atores Stuart Fox e Prue Clarke, é casada com o ator Kyle Soller. Eles vivem em Londres.

## Filmografia
| Ano  | Título                              | Papel            | Notas                                     |
| ---- | ----------------------------------- | ---------------- | ----------------------------------------- |
| 2011 | One Day                             | Menina do clube  |                                           |
| 2011 | Black Mirror                        | Hallam           | Episódio: "The Entire History of You"     |
| 2012 | Coming Up                           | Masha Hawkins    | Episódio: "If We Dead Awaken"             |
| 2012 | New Tricks                          | Eleanor Higgins  | Episódio: "Old School Ties"               |
| 2012 | Switch                              | Grace Watkins    | Papel principal (6 episódios)             |
| 2014 | A Poet in New York                  | Liz Reitell      |                                           |
| 2014 | The Musketeers                      | Duchess of Savoy | Episódio: The Good Soldier                |
| 2015 | The Woman in Black: Angel of Death  | Eve Parkins      |                                           |
| 2015 | Eye in the Sky                      | Carrie Gershon   |                                           |
| 2015 | The Hollow Crown: Wars of the Roses | Anne Neville     | Episódios: Henry VI, Part 2 y Richard III |